# Nordische Skiweltmeisterschaften 2027
Die 56. Nordischen Skiweltmeisterschaften sollen vom 24. Februar bis zum 7. März 2027 im schwedischen Falun abgehalten werden. Dies gab der Internationale Skiverband FIS am 25. Mai 2022 nach seinem Meeting in Mailand bekannt. Gegenkandidaten hatte es nicht gegeben. Falun war bereits 1954, 1974, 1993 sowie 2015 Ausrichter von Nordischen Skiweltmeisterschaften.

## Sportstätten
Die Wettbewerbe sollen an der Lugnet-Anlage in Falun stattfinden, wo zuletzt bereits im Jahre 2015 Nordische Skiweltmeisterschaften stattfanden und regelmäßig Langlauf-Weltcups veranstaltet werden. Die Bewerbung legte großen Wert auf einen kleinen ökologischen Fußabdruck und Nachhaltigkeit. Die bestehenden Lugnet-Schanzen werden ebenso erneut verwendet wie die Weltcup-Langlaufstrecken. Größere Investments sollen daher ebenfalls nicht notwendig sein.